# Josef Speck
Josef Speck (* 11. März 1927 in Grottkau, Provinz Oberschlesien; † 15. Dezember 2003) war ein deutscher Philosoph und bis 1992 ordentlicher Professor für Philosophie an der Universität Dortmund.

## Leben
Speck studierte Philosophie, Pädagogik und Anglistik an der Universität Hamburg bis zur Promotion 1959 mit der Arbeit Heideggers Philosophie in ihrem Verhältnis zur philosophischen Tradition. Nach der Einstellung als wissenschaftlicher Referent 1963 leitete er von 1963 bis 1970 das Deutsche Institut für Wissenschaftliche Pädagogik in Münster bis zu dessen Neuorientierung. Daneben war er seit 1965 als Professor an der katholischen Zweigstelle Hamm der PH Ruhr tätig. Nach deren Auflösung 1969 lehrte er am Standort Dortmund der PH Ruhr bzw. ab 1980 an der Universität Dortmund bis 1992. Seinen guten Namen machte er sich durch die Herausgabe von Einführungsschriften in die Philosophen aller Epochen und andere Handbücher. Spezielle Studien legte er vor allem zur Anthropologie und zum Personalismus in katholischer Tradition vor. Dazu gehörten vor allem in der Münsteraner Zeit auch pädagogische Schriften.

## Schriften

### Monografien
- Karl Rahners theologische Anthropologie (Schriften des Deutschen Instituts für Wissenschaftliche Pädagogik), Kösel, München 1967;
- Die anthropologische Fundierung erzieherischen Handelns. Zur Problematik personaler Pädagogik, Münster 1968;

### Artikel
- Artikel Person, in: J. Speck/Gerhard Wehle (Hrsg.): Handbuch pädagogischer Grundbegriffe, Kösel, München 1970, ISBN 978-3-466-30115-7
- Pädagogik und Anthropologie, in: J. Speck (Hrsg.): Problemgeschichte der neueren Pädagogik, Kohlhammer, Stuttgart 1976, ISBN 978-3-17-002543-1
- Martin Buber, in: J. Speck (Hrsg.): Geschichte der Pädagogik des 20. Jahrh. (1978);
- Artikel Erklärung, in: J. Speck (Hrsg.): Handbuch wissenschaftstheoretischer Begriffe, 3 Bde., UTB 1980, ISBN 978-3-8252-0966-7
- M. Buber: Die Aporetik des Dialogischen , in: Grundprobleme der großen Philosophen, Gegenwart IV (1981);
- Albert Camus: Die Grundantinomien des menschlichen Daseins , in: Grundprobleme der großen Philosophen, Gegenwart V (1982);

### Herausgeber
- Hg.: Das Personverständnis in der Pädagogik und ihren Nachbarwissenschaften, Münster 1966
- Hg.: Grundprobleme der großen Philosophen:
  - Hg.: Philosophie des Altertums und des Mittelalters: Sokrates, Platon, Aristoteles, Augustinus, Thomas von Aquin, Nikolaus von Kues, UTB, 5. Aufl. 2001, ISBN 978-3-8252-0146-3
  - Hg.: Philosophie der Neuzeit I bis V, UTB, 1976 bis 1997 ISBN 978-3-8252-0903-2, ISBN 978-3-8252-1654-2 ISBN 978-3-525-03318-0
  - Hg.: Philosophie der Gegenwart I bis VI, UTB 1972 bis 1992, ISBN 978-3-8252-0183-8 ISBN 978-3-525-03309-8

## Einzelbelege
1. ↑  Josef Speck. In: Werner Schuder (Hrsg.): Kürschners Deutscher Gelehrten-Kalender. Begründet von Joseph Kürschner. 18. Auflage. Teil 3: Sci–Z + Anhang. De Gruyter, Berlin [u. a.] 2001, ISBN 3-598-23603-4, S. 3097 (degruyter.com – ständig aktualisierte zugangsbeschränkte Onlineausgabe).
2. ↑  Vorlesungsverzeichnis Uni Dortmund WS 2004/05. S. 30.
3. ↑  Markus Müller: Das Deutsche Institut für wissenschaftliche Pädagogik 1922–1980. (PDF; 418 kB) 2014, abgerufen am 27. August 2020.
4. ↑  Hermann Josef Schmidt: Wollen Sie unter der Herrschaft von Ajatollahs oder der Taliban, von Rabbinern oder des „Opus dei“ leben? Erinnerung: Aufklärung und Kritik als ‘philosophia perennis’ (bzw. immerwährende  Philosophie). Josef Speck. In: Aufklärung und Kritik. Nr. 1/2005, 29. Juli 2004, S. 9 f. (gkpn.de [PDF; 81 kB; abgerufen am 27. August 2020]).

| Personendaten    | Personendaten                   |
| ---------------- | ------------------------------- |
| NAME             | Speck, Josef                    |
| KURZBESCHREIBUNG | deutscher Philosoph             |
| GEBURTSDATUM     | 11. März 1927                   |
| GEBURTSORT       | Grottkau, Provinz Oberschlesien |
| STERBEDATUM      | 15. Dezember 2003               |